# Улица Красного Текстильщика
У́лица Кра́сного Тексти́льщика — улица в Центральном районе Санкт-Петербурга. Проходит от Тульской улицы до улицы Моисеенко.

## История
Первоначально — проспект к Новодевичьему Смольному монастырю (с 1798 года). Проспект включал современную улицу Бонч-Бруевича. С 1798 года — проспект к Новодевичьему монастырю, а также — проспект к Смольному монастырю.
С 1821 года — Малая Болотная улица. Название связано с болотистым характером местности. До 1822 года — Болотная улица.
Современное название дано 28 апреля 1923 года в честь работников текстильной промышленности в связи с тем, что на улице находились Невская бумагопрядильная фабрика барона Л. Штиглица и Невская ниточная мануфактура, которые в советское время были объединены в прядильно-ниточный комбинат им. С. М. Кирова. Они занимали несколько зданий по улице — дом 10—12 с корпусами (с 2009 года после реконструкции по этому адресу располагается Единый центр документов), дом 11 (рабочее общежитие) и дом 17 (контора).
Вплоть до 2006 года бытовало параллельное неправильное название улица Красных Текстильщиков. Последняя табличка с таким названием была снята с фасада дома 13 в 2006 году.
В 1964 году улица Красного Текстильщика была спрямлена и укорочена до Тульской улицы; старая трасса улицы севернее Тульской улицы получила самостоятельное название улица Бонч-Бруевича. При этом нумерация домов изменена не была: дома 1, 3, 5 и 2, 4, 6 остались на улице Бонч-Бруевича, а улица Красного Текстильщика начиналась домами 7 и 8. И только построенное в 1971 году здание на месте дома 8 получило номер 2. Нечётная сторона улицы до сих пор начинается домом 7.
Участок у улицы Моисеенко в 1960—1980-е годы был закрыт.

## Транспорт

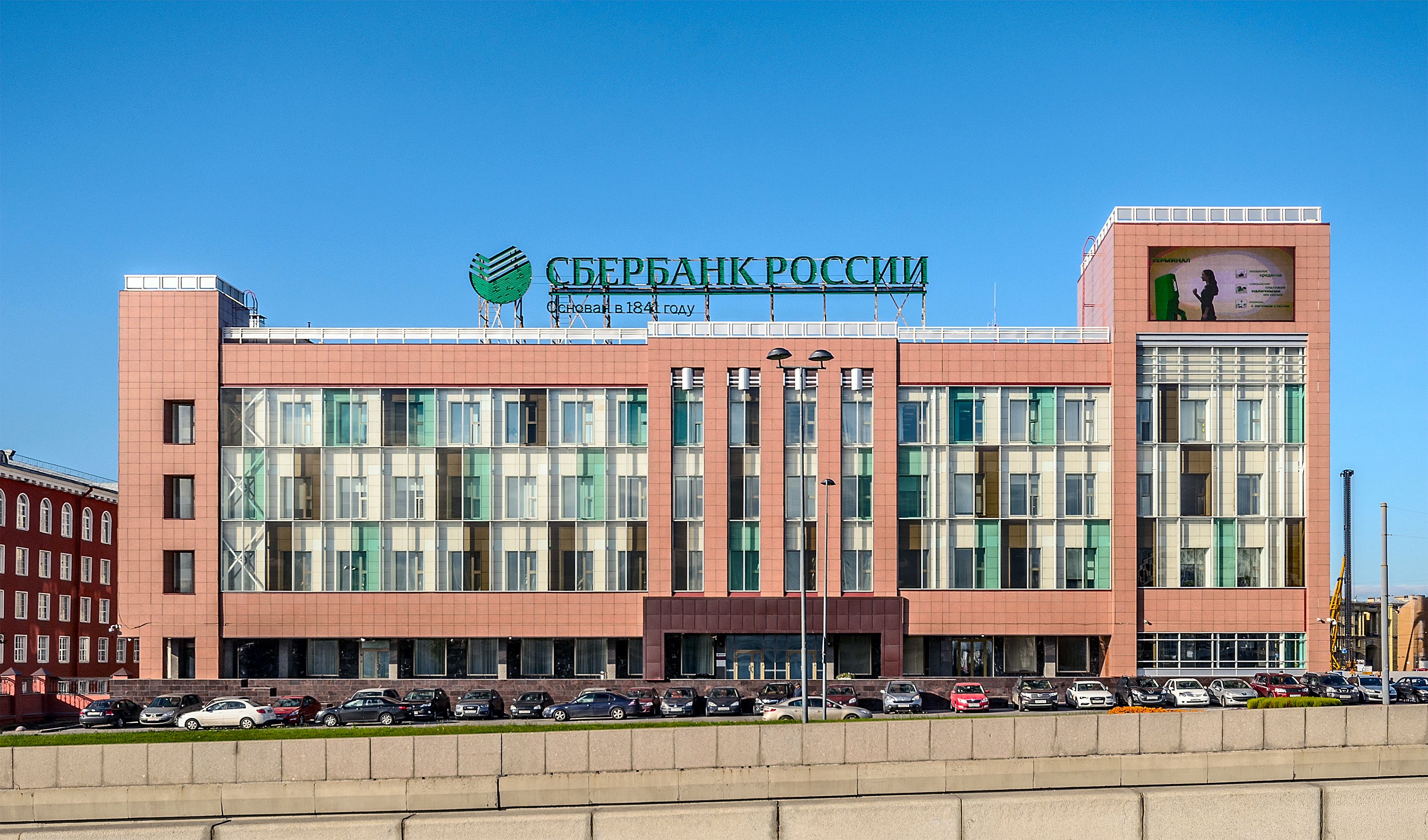
Здание Сбербанка со стороны Синопской набережной

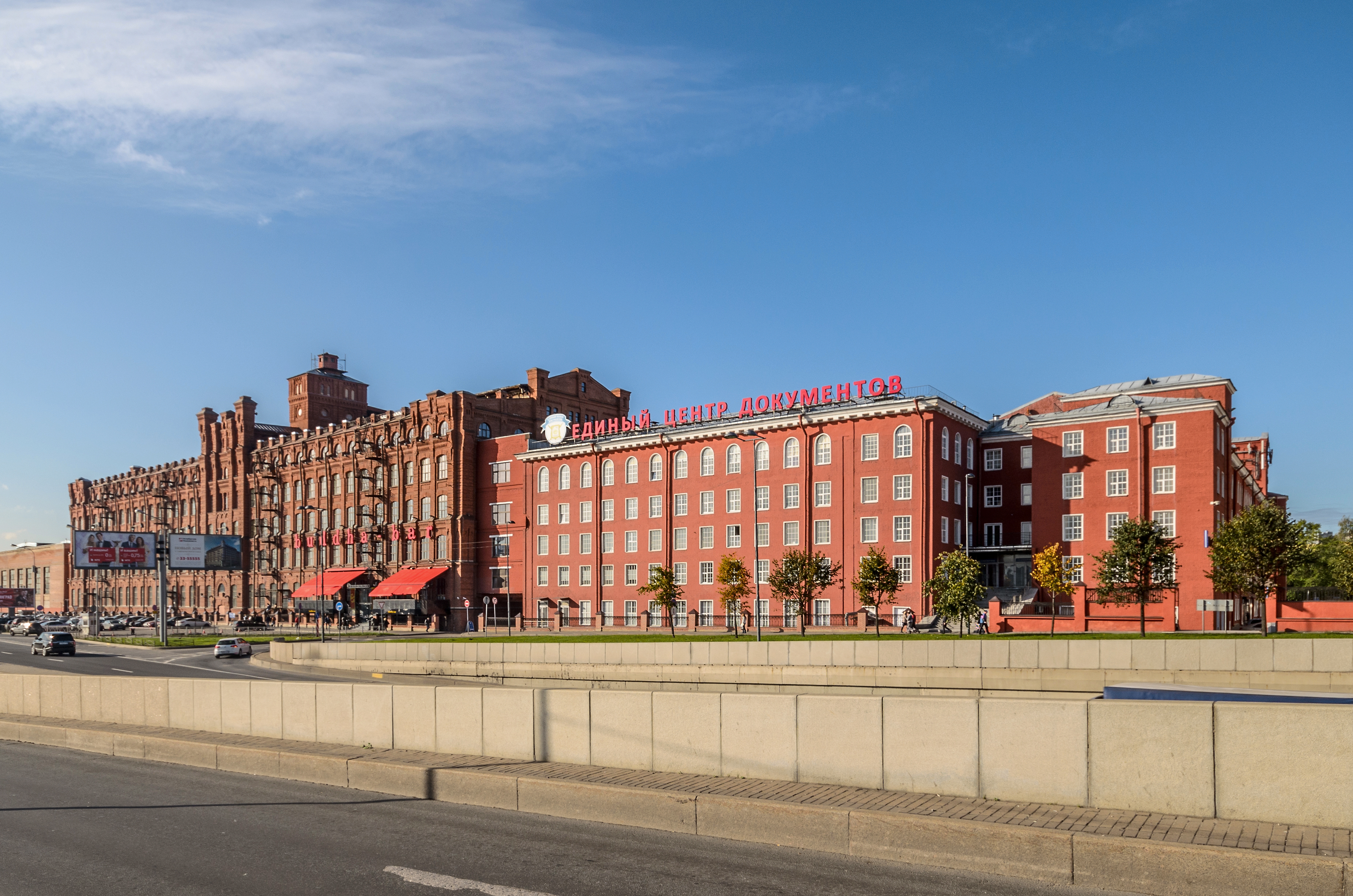
Единый центр документов со стороны Синопской набережной

До Единого центра документов следуют маршруты:
- от метро «Чернышевская» — троллейбус № 15;
- от метро «Площадь Восстания» — троллейбусы № 5, 7, 11;
- от метро «Новочеркасская» — троллейбус № 7;
- от метро «Площадь Александра Невского» — троллейбусы № 16, 33.

## Объекты
- Дом 2 — главное управление Сбербанка на Северо-Западе;
- Дом 7 — Смольнинские бани;
- Дом 10—12 — Единый центр документов.